# یانگجو
یانگجو
شهر یانگجو (به کره‌ای: 양주) (به انگلیسی: Yangju) با جمعیت  ۱۵۲٫۰۰۷  نفر در ایالت  گیونگی-دو در کشور کره‌جنوبی واقع شده‌است.